# Casa da Quinta do Regalo
A Casa da Quinta do Regalo, também referida como Solar da Quinta do Regalo e Casa do Regalo, é uma casa nobre com pequena capela e rodeada por jardins localizada em Antuzede, na atual freguesia de Antuzede e Vil de Matos, no Município de Coimbra, no Distrito de Coimbra, em Portugal.
O Solar da Quinta do Regalo, jardins, capela, telheiro, fonte e tanque encontram-se classificados como Monumento de Interesse Público desde 2017.

## História
A sua edificação remonta aos séculos XVI e XVII. Pertenceu à família dos Coutinho, de Coimbra, capitães-donatários da capitania da Bahia, no Brasil.

## Características
Apresenta planta em forma de "L".
A casa possui no exterior uma pequena capela, cujo interior é composto por uma só nave e um arco simples serve de capela-mor.
À beira da estrada há ainda uma fonte seiscentista.